# Orgy
Orgy — американський гурт у жанрі індастріал-рок з Лос-Анджелеса, Каліфорнія, створений 1994 року. Вони описують свою музику як «дез-поп». Гурт найбільш відомий кавер-версією пісні «Blue Monday» гурту New Order і піснею «Stitches» з альбому Candyass 1998 року.

## Історія

### Ранні роки (1994–1997)
Гурт Orgy створили у 1994 році вокаліст Джей Гордон і гітаристи Амір Деракх і Раян Шак. Басистка Пейдж Хейлі та барабанщик Боббі Хьюітт незабаром доповнили склад. Раніше Дерах здобув певну популярність у метал-гурті 1980-х Rough Cutt, а Х'юїтт був колишнім учасником Electric Love Hogs. Гордон і Дерах також були досвідченими продюсерами, продюсувавши однойменний альбом гурту Coal Chamber.
У 1997 році Джонатан Девіс, який виступав із Shuck у Sexart, підписав Orgy як перший акт на лейблі Korn Elementree Records, який на той час розповсюджувався Reprise Records.

### CandyassіVapor Transmission(1998–2001)
У 1998 році Orgy випустили дебютний альбом Candyass, назва якого була навіяна дреґ-королевою, з яким вони познайомилися. Альбом продався майже двомільйонним тиражем і містив два сингли: кавер на «Blue Monday» гурту New Order і «Stitches». Обидві пісні потрапили в чарти Total Request Live. У пісні «Revival» брав участь Джонатан Девіс.
Orgy дебютували в прямому ефірі на EdgeFest, щорічному радіошоу в Талсі, штат Оклахома, у 1998 році. Вони також брали участь у турі Family Values Tour з Korn, Limp Bizkit, Ice Cube, Incubus і Rammstein. Вони увійшли до концертного альбому туру, який вийшов 1999 року. За ним слідували тури з Love and Rockets і Sugar Ray.
Другий альбом з тематикою наукової фантастики Vapor Transmission вийшов 2000 року із синглами «Fiction (Dreams in Digital)» і «Opticon».

### Сайд-проєкти таPunk Statik Paranoia(2001–2005)
У 2001 році Orgy випустив пісню «Faces» для саундтреку до фільму «Зразковий самець». Гурт став музичним гостем у телесеріалі «Усі жінки — відьми», виконавши «Opticon» в епізоді «Sin Francisco».
Наприкінці 2003 року гітаристи Шак і Дерах заснували сайд-проєкт Julien-K, який став втіленням електронного матеріалу, який вони придумали під час написання Orgy. Джей Гордон також зробив ремікс на трек Linkin Park «Points of Authority» для їхнього альбому Reanimation, де він був перейменований на «Pts.of.Athrty».

Після туру на підтримку Vapor Transmission, Orgy почали працювати над новим альбомом і концертним DVD у середині або наприкінці 2002 року, але обидва були перенесені на середину 2003 року. Згодом гурт покинув Reprise Records і Elementree, забравши з собою вже записаний матеріал. Пояснення виходу з лейблу в інтерв’ю PopGurls.com:
«Ми просто не могли домовитися з ними, щоб записати альбом, а вони не давали нам йти. Зрештою нам вдалося розірвати контракт і забрати те, що ми вже записали» — Амір Дерах
у 2003 році Джей Гордон та його батько Лу заснували власний незалежний лейбл D1 Music, і в лютому 2004 року лейбл нарешті випустив третій альбом гурту Punk Statik Paranoia. Довгоочікуваний концертний DVD Trans Global Spectacle вийшов у серпні 2005 року.
Після гастролей на підтримку Punk Statik Paranoia гурт взяв перерву наприкінці 2005 року.

### Перерва (2005–2012)
На запитання щодо статусу гурту наприкінці липня 2008 року Шак відповів фанатам, що на повернення Orgy все ще потрібно зачекати, але їхнім пріоритетом є випуск альбому Julien-K, який значно затримується. Під час відеоінтерв'ю на NAMM Show у 2009 році Дерах згадав про возз'єднання Orgy 2010 року.
Шак і Дерах випустили перший альбом гурту Julien-K під назвою Death to Analog у березні 2009 року. У тому ж році вони також випустили альбом з Честером Беннінгтоном з Linkin Park в рамках гурту Dead by Sunrise.
25 жовтня 2010 року Райан Шак і Амір Дерах заявили в блозі Julien-K: «З 26 жовтня ми більше не будемо частиною Orgy. Джей продовжить створювати музику без оригінальних учасників».
30 жовтня 2010 року Джей Гордон опублікував заяву на своїй обліківці у Facebook, повідомивши, що він все ще володіє назвою Orgy і хоче продовжувати створювати новий матеріал гурту. Гордон писав, що всі попередні учасники гурту були надто зайняті численними сайд-проєктами, щоб продовжувати працювати в оригінальному гурті. «Кожен був настільки зайнятий своїми різними проєктами, що я вважав, що це єдиний спосіб для мене продовжити діяльність. Я заснував цей гурт і не хочу, щоб він повністю пішов на другий план».
7 листопада 2011 року вебсайт Blabbermouth.net опублікував новину, в якій детально описується запекла ворожнеча між Гордоном і гітаристами Шаком і Дерахом, яка вийшла з-під контролю після того, як Гордон оголосив про плани зібрати гурт музикантів і почати гастролювати під назвою Orgy.

### Повернення з новим складом (з 2012)
3 лютого 2012 року Orgy оголосили п'ятитижневий тур під назвою Bad Blood Tour. Гордон був єдиним оригінальним учасником Orgy.
4 серпня 2012 року Orgy виклали посилання на 30-секундне демо нової пісні «Grime of the Century» через сторінку в Twitter і Facebook. Пісня «Grime of the Century» пізніше стала доступна на iTunes і на новому веб-сайті Orgy.
У 2013 році Orgy розпочали тур Wide Awake and Dead Tour із Vampires Everywhere! і Davey Suicide.
Orgy запустив краудфандингову кампанію в серпні 2013 року через Indiegogo.com із метою зібрати 100 000 доларів. Через два місяці, на момент завершення кампанії, гурт зібрав лише 8739 доларів США, 8 % від необхідної суми.
23 лютого 2014 року гурт оголосив на своєму офіційному веб-сайті, що новий сингл «Wide Awake and Dead» вийде на iTunes і Amazon 18 березня 2014 року. Відео «Wide Awake and Dead» зняли 22 квітня.
У 2015 році вони випустили першу збірку нової музики за 11 років, мініальбом під назвою Talk Sick. Спочатку за ним мав вийти ще один мініальбом під назвою Entropy, але пізніше Гордон повідомив Westword Magazine, що гурт натомість випустить його як повноформатний альбом, який все ще треба доробити.
Гурт виступав на фестивалі Sick New World у 2023 році; їхня поява викликала критику, оскільки гурт, здавалося, активно використовував ліпсинк замість живого виступу.

## Музичний стиль
Звук гурту описується як альтернативний метал, ню-метал, індастріал-рок, індастріал-метал, електронний рок, готичний рок, гардрок і глем-метал.

## Склад гурту
| Поточний склад - Джей Гордон — вокал (1994–2005, з 2010) - Нік Спек — бас, бек-вокал (з 2010) - Карлтон Бост — соло-гітара, бек-вокал (з 2011) - Ілля Йорданов — ритм-гітара, бек-вокал (з 2018) - Мартон Вересс — барабани (з 2019) | Колишні учасники - Раян Шак — ритм-гітара, бек-вокал (1994–2005, 2010) - Амір Дерах — соло-гітара, синтезатори (1994–2005, 2010) - Боббі Г'юітт — барабани (1994–2005) - Пейдж Гейлі — бас (1994–2005) - Ешберн Міллер — ритм-гітара, синтезатори, клавішні (2011–2013) - Крейгтон Емрік — ритм-гітара (2013–2022) - Джеймі Міллер — барабани (2010–2013) - Боббі Амаро — барабани (2013–2019) Колишні гастрольні учасники - Раанен Боціо — барабани (2018) - Раян Браун — барабани (2018) |

## Пов'язані проєкти
- Julien-K – гурт електронного року, заснований Дерахом і Шуком у 2003 році. Їхній альбом Death to Analog вийшов 10 березня 2009 року.
- Dead by Sunrise – гурт, заснований Честером Беннінгтоном з Linkin Park, Аміром Деракхом і Раяном Шаком.
- Hellflower – гурт, заснований давнім другом гурту і директором Церкви діяльності, включаючи Гейлі.
- kill-o-watt – дабстеп-сайд-проєкт Гордона

## Дискографія

### Студійні альбоми
| Назва                                                                        | Деталі                                                                                       | Пікові позиції в чартах | Пікові позиції в чартах | Пікові позиції в чартах | Продажі         | Certifications               |
| Назва                                                                        | Деталі                                                                                       | US                      | US Heat.                | US Ind.                 | Продажі         | Certifications               |
| ---------------------------------------------------------------------------- | -------------------------------------------------------------------------------------------- | ----------------------- | ----------------------- | ----------------------- | --------------- | ---------------------------- |
| Candyass                                                                     | - Вийшов: 18 серпня 1998 - Лейбл: Elementree, Reprise - Формат: CD, CS, цифрове завантаження | 32                      | 1                       | —                       | США: 1,163,898+ | - RIAA: Платина - MC: Золото |
| Vapor Transmission                                                           | - Вийшов: 10 жовтня 2000 - Лейбл: Elementree, Reprise - Формат: CD, CS, цифрове завантаження | 16                      | —                       | —                       | США: 319,759+   | - RIAA: Золото               |
| Punk Statik Paranoia                                                         | - Вийшов: 24 лютого 2004 - Лейбл: D1 Music - Формат: CD, цифрове завантаження                | —                       | —                       | 11                      | США: 150,000+   |                              |
| «—» показує запис, який не потрапив до чартів або не вийшов на цій території |                                                                                              |                         |                         |                         |                 |                              |

### Мініальбоми
| Назва     | Деталі                                                                                |
| --------- | ------------------------------------------------------------------------------------- |
| Talk Sick | - Вийшов: 23 березня 2015 - Лейбл: D1 Music - Формат: CD, вініл, цифрове завантаження |

### Сингли
| «Stitches»                                                                   | 1998 | —  | 18 | —  | 38 | —  | — | —  | —  | Candyass                      |
| «Blue Monday»                                                                | 1998 | 56 | 4  | 2  | 18 | 36 | 5 | 83 | 30 | Candyass                      |
| «Fiction (Dreams in Digital)»                                                | 2000 | —  | 6  | —  | 38 | —  | — | —  | —  | Vapor Transmission            |
| «Opticon»                                                                    | 2000 | —  | 26 | 25 | —  | —  | — | —  | —  | Vapor Transmission            |
| «Eva»                                                                        | 2001 | —  | —  | —  | —  | —  | — | —  | —  | Vapor Transmission            |
| «Faces»                                                                      | 2001 | —  | —  | —  | —  | —  | — | —  | —  | Zoolander soundtrack          |
| «The Obvious»                                                                | 2003 | —  | —  | —  | —  | —  | — | —  | —  | Punk Statik Paranoia          |
| «Vague»                                                                      | 2004 | —  | —  | —  | —  | —  | — | —  | —  | Punk Statik Paranoia          |
| «Pure»                                                                       | 2005 | —  | —  | —  | —  | —  | — | —  | —  | Punk Statik Paranoia          |
| «Grime of the Century»                                                       | 2012 | —  | —  | —  | —  | —  | — | —  | —  | Сингл без альбому             |
| «Wide Awake and Dead»                                                        | 2014 | —  | —  | —  | —  | —  | — | —  | —  | Talk Sick                     |
| «Army to Your Party» (featuring Crichy Crich)                                | 2018 | —  | —  | —  | —  | —  | — | —  | —  | Сингл без альбому             |
| «Spells»                                                                     | 2020 | —  | —  | —  | —  | —  | — | —  | —  | Talk Sick                     |
| «Karma Kastles»                                                              | 2021 | —  | —  | —  | —  | —  | — | —  | —  | rowspan='4' Сингл без альбому |
| «Shady AF» (featuring Rexi XO)                                               | 2022 | —  | —  | —  | —  | —  | — | —  | —  |                               |
| «Empty»                                                                      | 2023 | —  | —  | —  | —  | —  | — | —  | —  |                               |
| «Ghost» (featuring Joey Scream)                                              | 2023 | —  | —  | —  | —  | —  | — | —  | —  |                               |
| «—» показує запис, який не потрапив до чартів або не вийшов на цій території |      |    |    |    |    |    |   |    |    |                               |

Рекламні сингли
| Назва        | Рік  | Альбом             |
| ------------ | ---- | ------------------ |
| «Suckerface» | 2000 | Vapor Transmission |

### Музичні кліпи
| Рік  | Пісня                         | Режисер        |
| ---- | ----------------------------- | -------------- |
| 1998 | «Blue Monday»                 | Грегорі Дарк   |
| 1999 | «Stitches»                    | Рокі Мортон    |
| 2000 | «Fiction (Dreams in Digital)» | Нік Матьє      |
| 2001 | «Opticon»                     |                |
| 2004 | «Vague»                       |                |
| 2012 | «Grime of the Century»        |                |
| 2014 | «Wide Awake and Dead»         | Бен Марк       |
| 2020 | «Spells»                      | Микита Самусєв |